# Сулфат
Сулфат је назив за једињење које у себи садржи 42- јон. Већина сулфата је растворљива у води под нормалним условима (изузеци су 4, 4, и 4). Киселина која у себи садржи 42- јон је сумпорна киселина.
Сулфат је исто тако полиатомски анјон са емпиријском формулом SO2−
4. Соли, деривати киселина и пероксиди сулфата се широко користе у индустрији. Сулфати се често јављају у свакодневном животу. Сулфати су соли сумпорне киселине и многи се припремају од те киселине.
Сулфати су доста распрострањени у индустрији:
- Неке врсте батерија свој рад заснивају на сумпорној киселини.
- Бакар сулфат је састојак алгецида (средство за убијање алги).
- Магнезијум сулфат, се често користи за термалне купке.

## Структура
Анион сулфата састоји се од централног атома сумпора окруженог са четири еквивалентна атома кисеоника у тетраедарском распореду. Симетрија је иста као и код метана. Атом сумпора је у +6 оксидационом стању, док су четири атома кисеоника у -2 стању. Сулфатни јон носи укупни набој од -2 и он је конјугована база бисулфатног (или хидроген сулфатног) јона, HSO−
4, који је пак коњугована база H
2SO
4, сумпорне киселине. Органски сулфатни естри, попут диметил сулфата, су ковалентна једињења и естри сумпорне киселине. Тетраедарска молекуларна геометрија сулфатног јона предвиђена је VSEPR теоријом.

## Везивање
Први опис везе у модерним смислу дао је Гилберт Њутон Луис у свом револуционарном раду из 1916. године, где је описао везу у виду електронских октета око сваког атома, који нису двоструке везе и формално наелектрисање од +2 на атому сумпора.
Касније је Лајнус Полинг користио теорију валентних веза да би предложио да су најзначајнији резонантни каноници имали две пи везе које укључују d орбитале. Његово образложење је било да је на тај начин наелектрисање сумпора смањено, у складу са његовим принципом електронеутралности. Дужина S−O везе од 149 pm краћа је од дужине везе у сумпорној киселини од 157 pm за S−OH. Двоструку везу је Полинг узео у обзир због краткоће S−O везе. Полингова употреба d орбитала изазвала је дебату о релативном значају π везивања и поларитета везе (електростатичке привлачности) у узроковању скраћивања S−O везе. Исход је био широки консензус да d орбитале играју улогу, али да нису толико значајне колико је Полинг веровао.
Широкоприхваћени опис који укључује pπ&nbsp;–&nbsp;dπ везивање у почетку је предложио Дјурвард Вилијам Џон Круикшанк. У овом моделу, потпуно заузете p орбитале на кисеонику преклапају се са празним сумпорним d орбиталама (углавном  и ). Међутим, у овом опису, упркос томе што постоји делимични π карактер S−O веза, веза има значајан јонски карактер. За сумпорну киселину, прорачунска анализа (са орбиталама природних веза) потврђује јасан позитиван набој сумпора (теоретски +2,45) и малу 3d заузетост. Према томе, представљање са четири појединачне везе је оптимална Лусова структура, а не она са две двоструке везе (дакле Лусов модел, а не Полингов модел). У овом моделу структура поштује правило октета и расподела наелектрисања је у складу са електронегативношћу атома. Несклад између дужине  везе у сулфатном јону и дужине  везе у сумпорној киселини објашњава се донирањем p-орбиталних електрона из крајњих S=O веза у сумпорној киселини у анти-везујуће S−OH орбитале, слабећи их што резултира већом дужином потоње везе.
Међутим, Полингова репрезентација везивања за сулфат и за друга једињења главних група са кисеоником је и даље уобичајени начин представљања везе у многим уџбеницима. Привидна контрадикција може се уклонити ако се схвати да ковалентне двоструке везе у Луисовој структури у стварности представљају везе које су снажно поларизоване за више од 90% према атому кисеоника. С друге стране, у структури са диполарном везом, наелектрисање је локализовано као усамљени пар на кисеонику.

## Припрема
Методе припреме металних сулфата укључују:
- обрада метала, металног хидроксида или металног оксида сумпорном киселином

- оксидација метал сулфида или сулфита

## Особине
Познати су многи примери јонских сулфата, а многи од њих су добро растворљиви у води. Изузеци укључују калцијум сулфат, стронцијум сулфат, олово(II) сулфат и баријум сулфат који су слабо растворљиви. Радијум сулфат је најнерастворљивији сулфат познат. Дериват баријума је користан у гравиметријској анализи сулфата: ако се раствору који садржи сулфатне јоне дода раствор баријум хлорида, долази до појаве белог талога, који је баријум сулфат, што указује на присуство сулфатних анјона.
Сулфатни јон може деловати као лиганд који се везује било за један кисеоник (монодентат) или два кисеоника као хелат или мост. Пример је комплекс [Co(en)2(SO4)]+Br− или комплекс неутралних метала PtSO4(P(C6H5)3)2 где сулфатни јон делује као бидентатни лиганд. Везе метал-кисеоник у сулфатним комплексима могу имати значајан ковалентни карактер.

## Употребе и појаве

### Комерцијалне апликације
Сулфати се широко користе у индустрији. Главна једињења укључују:
- Гипс, природни минерални облик хидратисаног калцијум сулфата, користи се за производњу малтера. Око 100 милиона тона годишње се користи у грађевинској индустрији.
- Бакар сулфат, уобичајени алгицид, стабилнији облик користи се за галванске ћелије као електролит
- Гвожђе(II) сулфат, уобичајени облик гвожђа у минералним додацима за људе, животиње, и у земљишту за биљке
- Магнезијум сулфат (познат као Епсом соли), користи се у терапијским купкама
- Олово(II) сулфат, производи се на обе плоче током пражњења оловно-киселинске батерије
- Натријум лаурет сулфат, или SLES, уобичајени је детерџент у формулацијама шампона
- Полихалит, хидрирани K2Ca2Mg-сулфат, користи се као ђубриво.

### Појава у природи
Сулфат редукујуће бактерије, неки анаеробни микроорганизми, попут оних који живе у седименту или у близини дубоких морских термалних отвора, користе редукцију сулфата заједно са оксидацијом органских једињења или водоника као извор енергије за хемосинтезу.

## Историја
Неки сулфати су били познати алхемичарима. Соли витриола, из латинског vitreolum, стакласти, биле су тако назване, јер су биле међу првим познатим прозирним кристалима. Зелени витриол је гвожђе(II) сулфат хептахидрат, ; плави витриол је бакар(II) сулфат пентахидрат, , а бели витриол је цинк сулфат хептахидрат, . Алум, двоструки сулфат калијума и алуминијума формуле , је имао улогу у развоју хемијске индустрије

## Ефекти на околину
Сулфати се јављају као микроскопске честице (аеросоли) које настају сагоревањем фосилног горива и биомасе. Оне повећавају киселост атмосфере и формирају киселе кише. Анаеробне сулфат редукујуће бактерије Desulfovibrio desulfuricans и D. vulgaris могу уклонити црну сулфатну кору која често потамни зграде.

### Главни ефекти на климу
Главни директни ефекат сулфата на климу укључује расипање светлости, ефикасно повећавајући албедо Земље. Овај ефекат је умерено добро схваћен и доводи до хлађења од негативног форсирања зрачења од око 0,4 W/m2 у односу на преиндустријске вредности, делимично ублажавајући већи (око W/m2) ефекат загревања стакленичких гасова. Ефекат је снажно просторно неуједначен и највећи је низводно од великих индустријских подручја.
Први индиректни ефекат познат је и под називом Тумијев ефекат. Сулфатни аеросоли могу деловати као језгра за кондензацију облака и то доводи до већег броја мањих капљица воде. Многе мање капљице могу ефикасније да дифузују светлост од неколико већих капљица. Други индиректни ефекат су даљи ударни ефекти више кондензационих језгара у облаку. Предложено је да то укључује сузбијање кише, повећану висину облака, да би се олакшало стварање облака при малој влажности и дужем животном веку облака. Сулфат такође може узроковати промене у расподели величине честица, која може утицати на радијативна својства облака на начине који нису у потпуности схваћени. Хемијски ефекти као што су растварање растворних гасова и слабо растворљивих супстанци, депресија површинског напона органским супстанцама и промене коефицијента акомодације такође су укључени у други индиректни ефекат.
Индиректни ефекти вероватно имају ефекат хлађења, можда и до 2 W/m2, иако је неизвесност врло велика. Сулфати су стога имплицирани у глобално затамњивање. Сулфат је такође главни фактор стратосферског аеросола насталог оксидацијом сумпор-диоксида убризганог у стратосферу вулканским дејством, попут ерупције планине Пинатубо 1991. на Филипинима. Овај аеросол има расхлађујући ефекат на климу током свог 1-2 године дугог живота у стратосфери.